# Armia rzymska

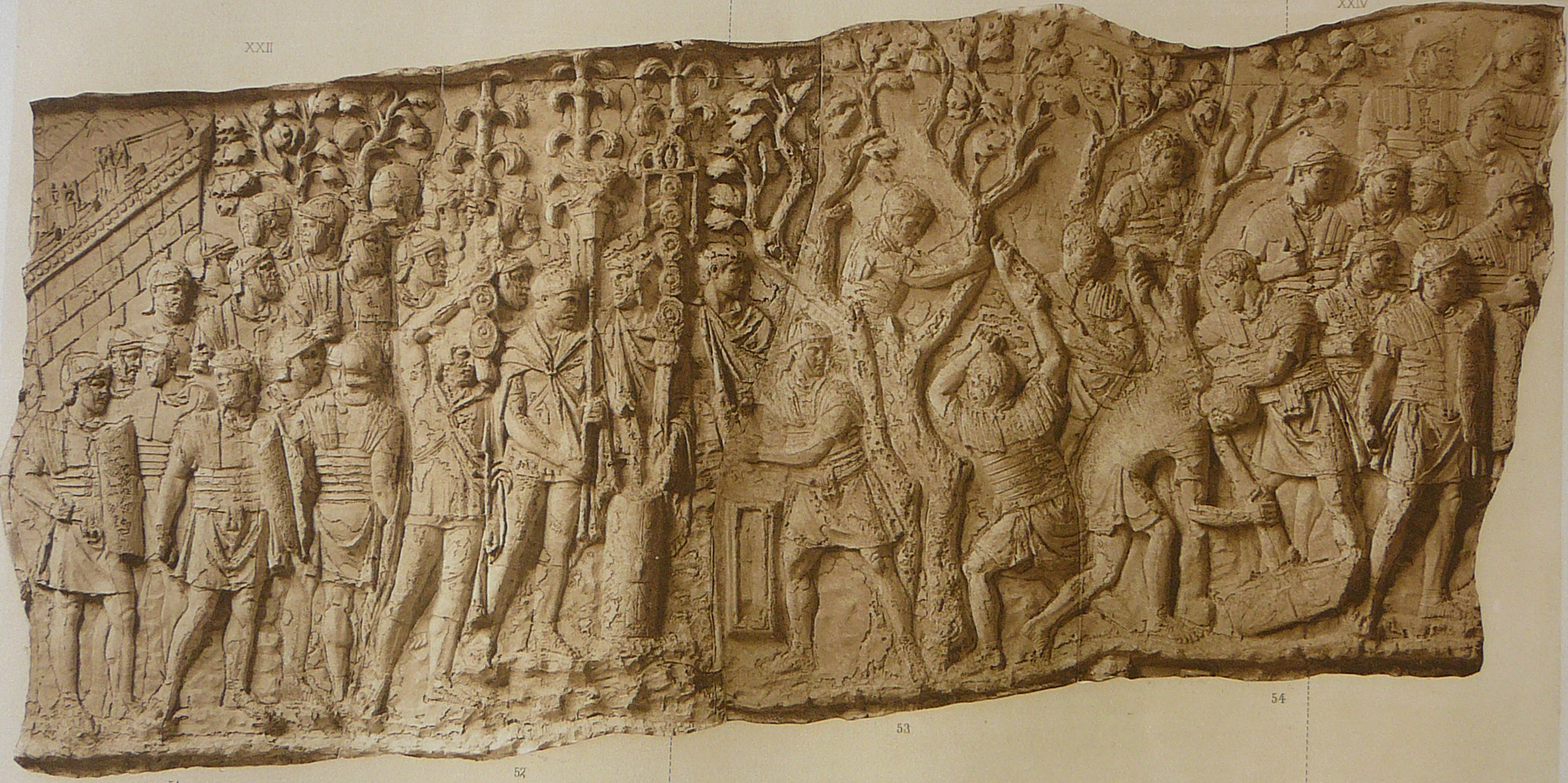
Rzymscy legioniści na płaskorzeźbie Kolumny Trajana (113 r. n.e.)

Armia rzymska (łac. exercitus Romanus) – siły zbrojne starożytnego Rzymu. Armia składała się z wojsk lądowych (legiony) i floty (classis).
Wojsko przez wieki przechodziło szereg reform i zmian. Ostatnią wygraną bitwą wojsk rzymskich była bitwa na Polach Katalaunijskich. Armia przestała istnieć wraz z upadkiem Cesarstwem Rzymskim w 476 r. n.e.

## Legenda powstania
Według jednej z legend związanych z początkami Rzymu – Romulus, założyciel miasta, zaginął bez wieści w 716 r. p.n.e. Podejrzewano, że został zamordowany. Wówczas przed zgromadzonym tłumem stanął jeden z notabli i powiedział: „Romulus zstąpił tego ranka z niebios, ukazał mi się i rzekł: «Idź i powiedz Rzymianom, że z woli bogów Rzym będzie stolicą świata. Powiedz im, by przekazali swym dzieciom, że żadna siła nie oprze się potędze rzymskiego oręża. Niech uczą się być żołnierzami». To powiedziawszy, wrócił do nieba.” (Liwiusz I,16).

## Początki Rzymu
Mimo że poza wykopaliskami nie znaleziono na to dowodów, wojsko rzymskie istniało prawdopodobnie od początków osady nad Tybrem. Zaczęło swoją ewolucję od ciężkiej, arystokratycznej konnicy. Wczesne wojsko tworzyli król i jego drużyna oraz mężczyźni zamieszkujący okolicę trzech „plemion”. Każde z nich było zobowiązane do wystawienia, na wypadek wojny, tysiąca pieszych pod wodzą trybuna (łac. tribunus, dosł. wódz plemienny). Jednostka składająca się z trzech tysięcy wojowników nosiła nazwę legionu (łac. legio, dosł. zaciąg/wojsko) i dzieliła się na 100-osobowe centurie. Nobile i ich synowie tworzyli niewielką, liczącą zaledwie 300 osób konnicę. Nazywano ją ordo equester, czyli oddziałem konnym.
Kontakty z etruskimi sąsiadami, a poprzez nich z Hellenami, doprowadziły do zaadaptowania ciężkiej piechoty, falangi, co zatwierdziły w połowie VI wieku reformy serwiańskie. Według starożytnych historyków (Liwiusza I, 43; Dionizjusza IV, 16), najbogatsi (konnica) mieli wystawiać 18 centurii, zaś pozostali obywatele (piechota) łącznie 170. Ta liczba centurii jest prawdopodobnie co najmniej trzykrotnie zawyżona, gdyż ci sami pisarze podają, że legion falangi rzymskiej liczył 4000 hoplitów i 600 konnych.
Wojny z plemionami italskimi wymusiły zmianę zarówno taktyki, jak i uzbrojenia. Ich owocem były tzw. reformy kamilliańskie, odrzucające falangę w całości. Konieczność prowadzenia działań na terenie górzystym wymusiła zmianę taktyki, a także rozluźnienia szyku: osłaniany przez lekkozbrojnych velites legion ustawiony był w trzy linie, składające się z dwóch manipułów, każdego w sile dwóch centurii; byli to hastati, principes i triarii, gdzie wszyscy żołnierze mieli pancerze, hełmy, owalne tarcze (scutum) i miecze, zaś hastati i principes dodatkowo ciężkie i lekkie pila. Każda centuria przystępowała do ataku w szyku luźnym (pięciu ludzi w szeregu, metrowe odstępy, rozstawienie w szachownicę). Na czele centurii stał centurion; jego zastępca nosił miano optio i występował w asyście podoficera służbowego zwanego tessarariusem. Przekazywanie rozkazów odbywało się przy pomocy trąbki i sztandaru (signum). Sygnał trębacza zwracał uwagę żołnierzy na chorążego, który – manipulując sztandarem – wskazywał następny manewr pododdziału. Manipułem dowodziło dwóch centurionów: jeden, zwany priori, stał na prawym skrzydle pierwszego szeregu, zaś drugi, posteriori, zajmował miejsce na lewym skrzydle ostatniego szeregu manipułu. Zapoczątkowano też budowę dróg wojennych oraz obozów warownych po każdym dniu marszu.
W czasach monarchii – pierwszego ustroju, jaki dali Rzymianom Etruskowie, armię stanowiła falanga, którą Etruskowie zapożyczyli od Greków. Wspierały ją kontyngenty podległych plemion italskich, głównie Latynów. Te siły pomocnicze walczyły na skrzydłach, używając proce oszczepów i toporów. Wykorzystywanie sił pomocniczych obok armii głównej było prawdopodobnie typowe dla etruskiego systemu wojskowego, co podpatrzyli i zaadaptowali Rzymianie. Starożytni historycy, Tytus Liwiusz i Dionizjusz z Halikarnasu zostawili dokładny opis tej etrusko-rzymskiej armii zreorganizowanej przez Serwiusza Tuliusza, który odszedł od systemu rodowego i dokonał podziału społeczeństwa na siedem klas według posiadanego przez nie majątku:
1. z ekwitów, to jest obywateli, którzy mieli majątek wartości 100 000 asów lub więcej, utworzył 18 centurii. Tworzyli oni kawalerię z własnymi końmi, bronią i ekwipunkiem.
2. nieco mniej zamożnych podzielił na 80 centurii, to jest 40 złożonych ze starszych mężczyzn i 40 z młodszych, i określił ich jako klasę pierwszą. Starsi mieli być w dyspozycji do obrony miasta, młodsi mieli wyruszać na wojnę w pole. Ich uzbrojeniem przepisowym były: hełm, okrągła tarcza grecka (hoplon), nagolenniki i pancerz, całość ze spiżu. Bronią ofensywną była włócznia i miecz. Do tej klasy dodano dwie centurie rzemieślników. Miały one służyć bez broni, a na wojnie zajmować się machinami wojennymi, naprawą uzbrojenia, podkuwaniem koni.
3. drugą klasę stanowili posiadacze majątku do 75 000 asów. Z należących do niej obywateli utworzono 20 centurii. W uzbrojeniu zamiast tarczy okrągłej mieli podłużną tarczę italską (scutum), a resztę jak w klasie pierwszej, z wyjątkiem pancerza.
4. trzecia klasa miała posiadać 50 000 asów majątku. Spośród niej wybierane było 20 centurii, posiadających uzbrojenie takie samo jak druga klasa, jednakże bez nagolenników
5. w czwartej klasie wysokość majątku do 25 000 asów, centurii również 20, ale broń inna: jako uzbrojenie przepisano im jedynie włócznię i italską tarczę.
6. piąta klasa liczyła więcej niż poprzednie, bo 30 centurii. Ci mieli walczyć jako procarze i oszczepnicy. Dodano im dwie centurie trębaczy grających na rogach i trąbach. W tej klasie cenzus majątkowy sięgał do 11 000 asów.
7. reszta obywateli (capite censi) – mających jeszcze mniejszy majątek lub wcale – tworzyła łącznie jedną centurię i była wolna od obowiązku służby wojskowej. Ta ostatnia, pogardzana klasa, miała nabrać na znaczeniu dopiero w III-I wieku, kiedy państwo musiało sprostać zadaniu rozbudowy armii[8].

## Dalsze reformy
W latach 104–100 p.n.e. Gajusz Mariusz przeprowadził reformę wojskową, przekształcając dotychczasową armię obywatelską w zawodową. Służba w niej trwała minimum 16 lat. Każdy żołnierz otrzymywał żołd i ekwipunek. Symbolem jednoczącym nowy legion stał się jego znak bojowy – orzeł (aquila). Stopniowo także zaczęto tworzyć wyborowe oddziały gwardii (w odróżnieniu od armii) tzw. pretorianów (praetoriani). Problemem stała się kwestia, co począć z weteranami: jakie źródło utrzymania im zapewnić po długoletniej służbie wojskowej, w czasie której nie mieli innego źródła utrzymania i z reguły nie zakładali rodzin. Nowy legion Mariusza tym się różnił od poprzedniego, że 3 manipuły tworzyły kohortę. Trudno jest ustalić liczbę wojsk w czasach republiki, gdyż stale się zmieniała, aczkolwiek pod koniec jej dziejów, w czasach wojen Pompejusza z Cezarem oraz Oktawiana z Antoniuszem w latach 48–30 p.n.e. osiągała we wszystkich biorących udział w walkach formacjach nawet 500 tysięcy ludzi.
W okresie wczesnego cesarstwa, po reformach Augusta, armia rzymska liczyła około 25 legionów, co dawało blisko 150 tysięcy żołnierzy. Do tej liczby należało doliczyć podobną ilość wojsk pomocniczych (auxilia), rekrutowanych głównie spośród mieszkańców słabiej zromanizowanych prowincji. Łączna liczba sił zbrojnych wynosiła zatem około 300 tysięcy ludzi. W wyjątkowych okolicznościach, takich jak wojny Trajana z Dakami i Partami, liczba legionów była czasowo zwiększana — do 27. Jednostki wojskowe stacjonowały głównie w obozach przygranicznych, które były ze sobą połączone dobrze rozwiniętą siecią dróg.Od III wieku, w czasie kryzysu cesarstwa, struktura armii zaczęła ulegać stopniowym przemianom. Narastający napór Germanów na granice imperium powodował częste ich przełamywanie i grabieże przygranicznych prowincji.
Późniejsze reformy zapoczątkował cesarz Galien, tworząc duże, samodzielne oddziały jazdy. Przełomu dokonali jednak tetrarchowie z cesarzem Dioklecjanem na czele. Armia została podzielona na wojska przygraniczne obsadzające fortyfikacje, których zadaniem było utrzymać się do czasu nadejścia armii polowej stacjonującej w głębi cesarstwa. Zwiększono również liczbę wojska do około 500 tysięcy oraz rozbudowano fortyfikacje. Dzięki temu zdołano utrzymać granice przez cały IV wiek.

## Dowództwo
Naczelne dowództwo nad armią republiki leżało w rękach konsulów, z których każdy dowodził dwoma legionami lub armią konsularną. Oficerowie armii pochodzili z bogatych rodzin. Oznaką naczelnego wodza armii był czerwony płaszcz, zwany paludamentum. Ponadto, oznaką władzy były fascesy, pęki rózg z zatkniętymi w środku toporami, niesione przez dwunastu liktorów. Prawą ręką konsula był kwestor, który odpowiadał za sprawy finansowe armii, dostarczał żywność, rozdzielał lub sprzedawał łupy itp. Naczelny wódz armii rzymskiej posiadał sztab, składający się z wyższych oficerów mianowanych przez wodza:
- Legaci – wybierani przez konsula spośród senatorów, z których każdy sprawował dowództwo nad jednym legionem i miał także prawo dowodzić całą armią rzymską w zastępstwie naczelnego wodza.
- Prefekci wojskowi – stojący na czele oddziałów specjalnych.
- Trybuni wojskowi – służący naczelnemu wodzowi. W każdym legionie służyło sześciu trybunów: dwóch przez miesiąc sprawowało dowództwo nad legionem, zmieniając się co drugi dzień, podczas gdy pozostałych czterech służyło naczelnemu wodzowi.

## Różnice pomiędzy oficerami a legionistami
Oficerowie umieszczali miecz po swej lewej stronie, a szeregowi legioniści trzymali go po stronie prawej. Oficerowie i podoficerowie różnili się między sobą zarówno uzbrojeniem, strojem, jak i oznakami.

## Znaki legionowe

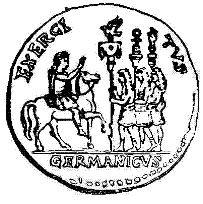
Znaki legionu prezentowane wodzowi (moneta)

Każdy manipuł posiadał swój własny znak, w kształcie podniesionej w górę dłoni umieszczonej na drewnianym pręcie, który nosił stale wyznaczony do tego chorąży (signifer). Chorążego charakteryzował strój, którego istotnym elementem o znaczeniu sakralnym była skóra zwierzęcia: lwa, niedźwiedzia lub wilka. Oprócz tego legiony posiadały swój znak kultowy, noszony przez chorążego, najczęściej był to znak orła. Występowały też: wilki, wieprze, konie i minotaury.
Chorąży był łatwo rozpoznawalny po narzuconej na otwarty hełm skórze wilka lub innego drapieżnika z łapami zawiązanymi na piersi. Znaki te odgrywały wielką rolę praktyczną i symboliczną, umożliwiały łatwiejsze utrzymanie łączności pomiędzy oddziałami w walce, zwłaszcza przy wykonywaniu różnych manewrów. Znaki były symbolem jedności oddziału i nienaruszalności porządku wojskowego. Utrata znaku oznaczała hańbę dla żołnierzy. W razie niechybnej klęski chorąży ratował znak, na przykład zrywając orła z drzewca.

## Walka
Przed rozpoczęciem działań wojennych (kampanii), wódz (często cesarz) zwracał się do zgromadzonych wojsk ze specjalnym przemówieniem (adlocutio) mającym charakter zachęty. Przed bitwą sygnał do boju podawali wojsku trębacze, nazywani w zależności od używanego instrumentu. W piechocie sygnały do ataku bądź odwrotu dawali tubicines przy pomocy prostej trąby (tuba). W oddziałach jazdy cornices – na rogach (cornu). Jeszcze inni trębacze (bucinatores) dawali na zakrzywionych bucinach sygnały do zmiany warty, wymarszu, zbiórki itp.

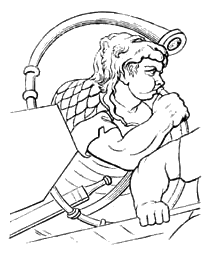
Trębacz rzymski (bucinator)

Chorąży i trębacz ściśle ze sobą współdziałali — ich działania były często wspólne i zsynchronizowane. Razem rozpoczynali pochód legionów, razem wprowadzali je w marszowy rytm, a także wspólnie dawali sygnał do rozpoczęcia bitwy, prowadząc wojsko do walki.Ich rola nie ograniczała się wyłącznie do funkcji technicznych — niosła w sobie także wymiar symboliczny, magiczny i religijny. Poprzez dźwięk trąb i widok sztandarów wprowadzali żołnierzy w stan wojennej ekstazy i bojowego uniesienia. Jednocześnie ich obecność potrafiła siać zamęt i lęk w szeregach przeciwnika, wywołując atmosferę grozy niemal nadprzyrodzonej.

### Broń do walki na krótki i długi dystans
Jednym z najmocniejszych punktów armii rzymskiej była inżynieria oblężnicza, która wymagała połączenia umiejętności walki i talentów konstrukcyjnych. Dużą popularnością cieszyły się maszyny do niszczenia murów wroga – katapulty. Największą z katapult nazywano „dzikim osłem” (onager). Wyrzucała ona na odległość 400 metrów dziesięciokilogramowe głazy. Mniejsza katapulta (balista) używana była do ostrzału osłaniającego własne oddziały.

### Taktyka walki
Rzymscy wodzowie już w czasach republiki byli umiejętnymi taktykami. Liczyli zwykle na wyćwiczoną zręczność swoich legionistów i na zdyscyplinowanie oddziałów. W czasie bitwy głównym celem legionu było: rozbić środek formacji przeciwnika (barbarzyńskiego), zwykle liczniejszego, ale gorzej wyćwiczonego i słabiej uzbrojonego; pojmać dowódcę i spowodować panikę oraz odebrać przeciwnikowi chęć do dalszej walki. Taki sposób walki mógł mieć nieprzewidziane skutki, gdy przeciwnik był równie dobrze przygotowany do walki, mając np. utalentowanego wodza (stratega i taktyka). W bitwie pod Kannami (w 216 r. p.n.e.) doszło do największej klęski Rzymian, spowodowanej niedostosowaniem taktyki do działań napastnika. Hannibal wycofał oddziały Kartagińczyków z obserwowanej osi głównego uderzenia Rzymian i uderzył na skrzydła pokonując oddziały wojsk rzymskich wystawione do walki obronnej.